# Halophytaceae
Halophytum ameghinoi là danh pháp hai phần của một loài cây thân thảo đặc hữu của khu vực Patagonia. Nó là cây một năm mọng nước, với các lá đơn mọc đối, dày cùi thịt. Loài cây này đơn tính cùng gốc, với các hoa cái mọc đơn độc, không cánh hoa và các hoa đực mọc thành cụm hoa với 4 cánh hoa, trên cùng một cây.
Halophytum đôi khi được đặt trong họ riêng của chính nó, với danh pháp Halophytaceae. Điều này được ghi nhận trong hệ thống APG III năm 2009 và hệ thống APG II năm 2003, gán nó vào bộ Caryophyllales trong nhánh thực vật hai lá mầm thật sự phần lõi (core eudicots), mặc dù hệ thống APG năm 1998 không công nhận họ này, mà đặt nó trong họ Chenopodiaceae. Hệ thống Cronquist năm 1981 đặt nó trong bộ Haloragales.